# Olympische Winterspiele 1936/Teilnehmer (Polen)
Polen nahm an den IV. Olympischen Winterspielen 1936 in Garmisch-Partenkirchen mit einer Delegation von 20 Athleten teil.

## Teilnehmer nach Sportarten

### Eishockey
Vorrunde: 9. Platz (3. Platz in Gruppe A); Bilanz: 3 Spiele, 1 Sieg, 2 Niederlagen, 2:4 Punkte, 11:12 Tore
| - Józef Stogowski (AZS Poznań) - Henryk Przeździecki (Legia Warschau) - Witalis Ludwiczak (AZS Poznań) - Kazimierz Sokołowski (Lechia Lwów) - Mieczysław Kasprzycki ( HC Slavia Prag) - Adam Kowalski (KS Cracovia) | - Czesław Marchewczyk (KS Cracovia) - Roman Stupnicki (Czarni Lwów) - Edmund Zieliński (AZS Poznań) - Andrzej Wołkowski (KS Cracovia) - Władysław Król (ŁKS Łódź) |

### Eisschnelllauf
- Janusz Kalbarczyk
5000 m: 12. Platz
10.000 m: 9. Platz

### Ski Alpin
Männer
- Bronisław Czech
Kombination: 20. Platz
- Fedor Weinschenck
Kombination: 32. Platz
- Karol Zając
Kombination: 28. Platz

### Skilanglauf
- Bronisław Czech
18 km: 33. Platz
4 × 10 km Staffel: 7. Platz
- Michał Górski
18 km: 22. Platz
4 × 10 km Staffel: 7. Platz
- Stanisław Karpiel
18 km: 42. Platz
50 km: 26. Platz
4 × 10 km Staffel: 7. Platz
- Marian Woyna-Orlewicz
18 km: 32. Platz
4 × 10 km Staffel: 7. Platz

### Nordische Kombination
- Bronisław Czech
16. Platz
- Andrzej Marusarz
32. Platz
- Stanisław Marusarz
7. Platz
- Marian Woyna-Orlewicz
24. Platz

### Skispringen
- Bronisław Czech
33. Platz
- Andrzej Marusarz
21. Platz
- Stanisław Marusarz
5. Platz